# Lophocebus albigena
Mangabei-de-bochechas-cinzas (Lophocebus albigena) é um Macaco do Velho Mundo encontrado nas floresta da África Central. Ocorre desde Camarões até o Gabão. É um macaco de pelagem escura, parecendo um pequeno e peludo babuíno. A pelagem de cor marrom, dá a impressão de ser inteiramente negra dentro da floresta, com uma pelagem dourada ao redor do pescoço. Há pouco dimorfismo sexual, mas os machos são um pouco maiores das fêmeas.
Vive em uma ampla variedade de habitats florestais, e tradicionalmente é encontrado em florestas primárias e pantanosas, mas também ocorre em floresta secundária. Alguns autores no passado consideravam a espécie restrita ao dossel da floresta, mas estudos recentes mostram que eles podem descer ao solo para forragear. Se alimenta principalmente de frutos, particularmente do gênero Ficus, coletando outros frutos sazonalmente, assim como brotos, flores e insetos.
Os grupos possuem entre 5 e 30 indivíduos. Cada grupo possui um ou vários, mas sem um macho dominante. Machos jovens deixa o bando quando se tornam adultos, mas as fêmeas permanecem no bando natal. Se grupos tornam-se muito grande podem se dividir. Confrontos entre bandos são raros, já que esta espécie de macaco evita o encontro com outros bandos. Os territórios cobrem vários quilômetros quadrados de floresta, e podem se sobrepor ao de outros grupos.
Três subespécies foram reconhecidas. Em 2007, Colin Groves elevou todas ao status de espécie, dividindo um johnstoni em duas.